# 24128 Hipsman
24128 Hipsman è un asteroide della fascia principale. Scoperto nel 1999, presenta un'orbita caratterizzata da un semiasse maggiore pari a 2,3911137 UA e da un'eccentricità di 0,1523393, inclinata di 2,11443° rispetto all'eclittica.
L'asteroide è dedicato a Edward Hipsman, finalista nel 2008 del concorso Science Talent Search dell'Intel.